# 鹤山红旗渠

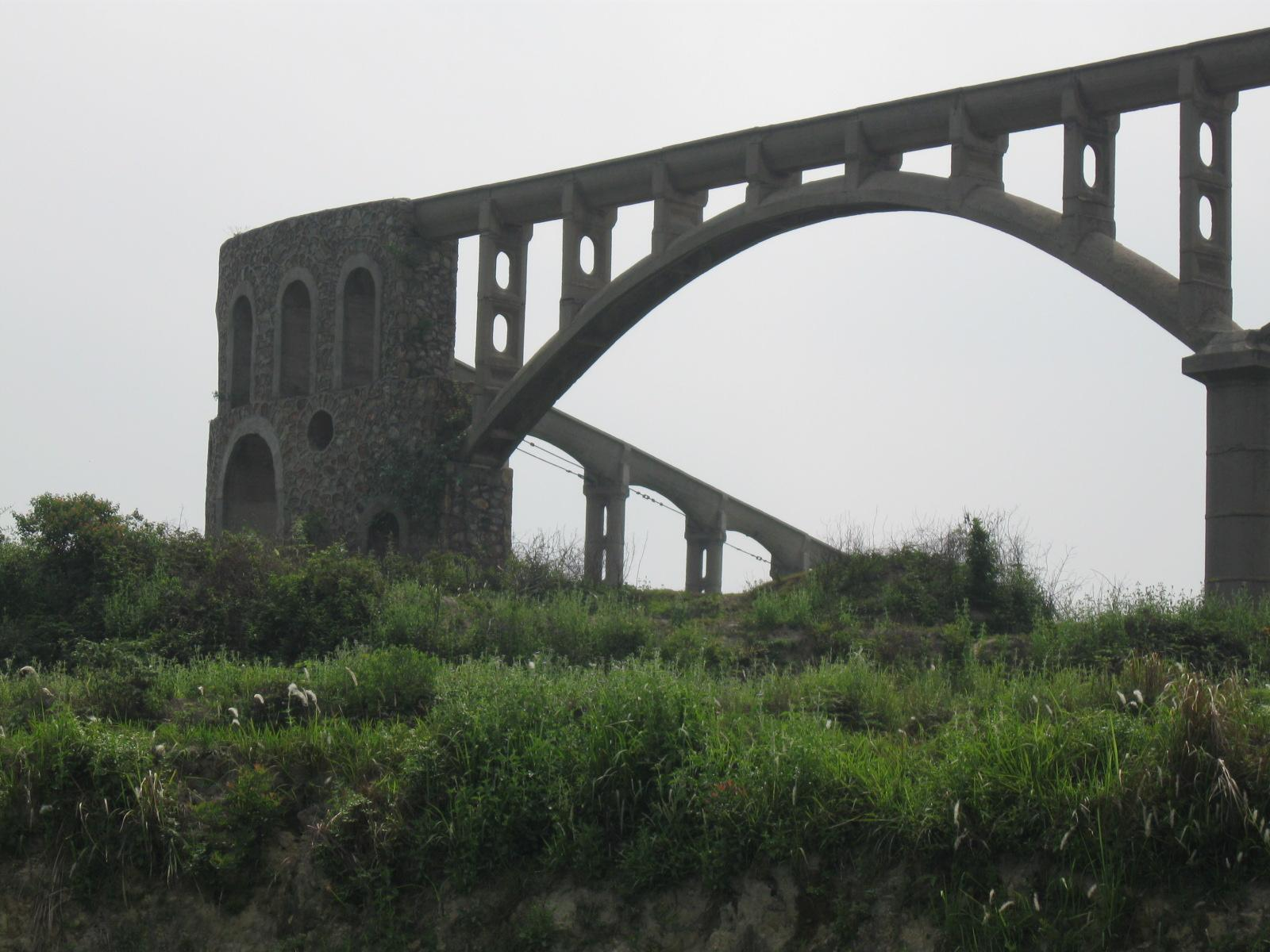
鹤山红旗渠

鹤山红旗渠，又称南北渠，是广东省鹤山市的民众在政府领导下于1966年至1980年间修建的灌溉水利工程。

## 历史
龙口镇坐落于鹤山市北部，四周被山丘围绕。修渠之前，当地农作物常受旱季雨水缺乏影响生长。
1966年，受文化大革命气氛影响，龙口镇数万人自发组织修水渠。当时鹤山地区归属佛山管理，佛山水利局下拨了购买修渠原料的款项300多万人民币，并指派技术人员指导工作，工程具体操作由龙口镇居民自行解决。
鹤山红旗渠分为两个工程段：北渠1966年冬开始兴建，最初先挖通土渠，1971年时完成附属建筑物，1974年冬重修；南渠1973年冬开始兴建，1980年12月完工。

## 设计
鹤山红旗渠总长37公里，其中渡槽长9公里。渡槽即连接山之间的渠的设施，鹤山红旗渠的由钢筋水泥修筑。红旗渠的作用在于将附近的四堡水库的水源引至农田灌溉。
鹤山红旗渠北渠从四堡水库北面引水，经五福、湴蓼、三凤、中七、下六等村（修筑红旗渠时称为农业生产大队），到古劳镇的连城村。南渠从四堡水库南面引水，途经五福、七莲、那白、青文等村，到达桃源镇的民龙村。